# بیورویکا
بیورویکا،(به انگلیسی:Bjørvika) بخش شمال شرقی بندر اسلو است. قسمت شرقی نیز بیورویکا، نامیده می‌شود. این نام از زبان نروژی باستان گرفته شده و معنی خلیج شهر می‌دهد.
بیورویکا در اصل یک خلیج عمیق بود که به سمت داخل شهر کشیده شده بود. نزدیک به قلعهٔ آکرهوس، خلیج کم عمقی وجود داشت که تا بانک فعلی پیش می‌آمد.
در اینجا روی زمین یخ بسته بیورویکا، بود که پادشاه نروژ، اینگ اول در جنگ با هاکون دوم در سال ۱۱۶۱ میلادی شکست خورد.
تعداد اهالی محله ۱۰ هزار نفر تخمین زده می‌شود. درمحله بیورویکا حدود ۵ هزار خانه مسکونی وجود دارد و تخمین زده می‌شود که حدود ۲۰ هزار نفر در این محله دارای اشتغال باشند.